# Камери (театр)
«Камери» (ивр. התיאטרון הקאמרי‎) — муниципальный театр в Тель-Авиве. Создан в 1944 году, является одним из наиболее известных театров в Израиле.
В 2003 году «Камери» переехал в новое помещение в Тель-Авивском Центре исполнительских искусств, он расположен рядом с Новой Израильской оперой, городской библиотекой и Тель-Авивским Музеем искусств. В новом театре пять залов: зал № 1 — самый большой зрительный зал в театре, имеет 930 посадочных мест; зал № 2 имеет 430 мест, зал «Black Box» имеет 250 мест, репетиционный зал имеет 160 мест.
Театр «Камери» участвует в социальных о образовательных программах; для пенсионеров есть возможность приобрести льготные билеты. Постановки театра проходят на английском, русском, иврите и арабском языке. Представление театра посещает около 1 миллиона человек в год.
Генеральный директор театра «Камери» — Ноам Семел. 
В 2005 году театр «Камери» получил Государственную премию Израиля за свои достижения и особый вклад в развитие общества и государства Израиль.

## Галерея

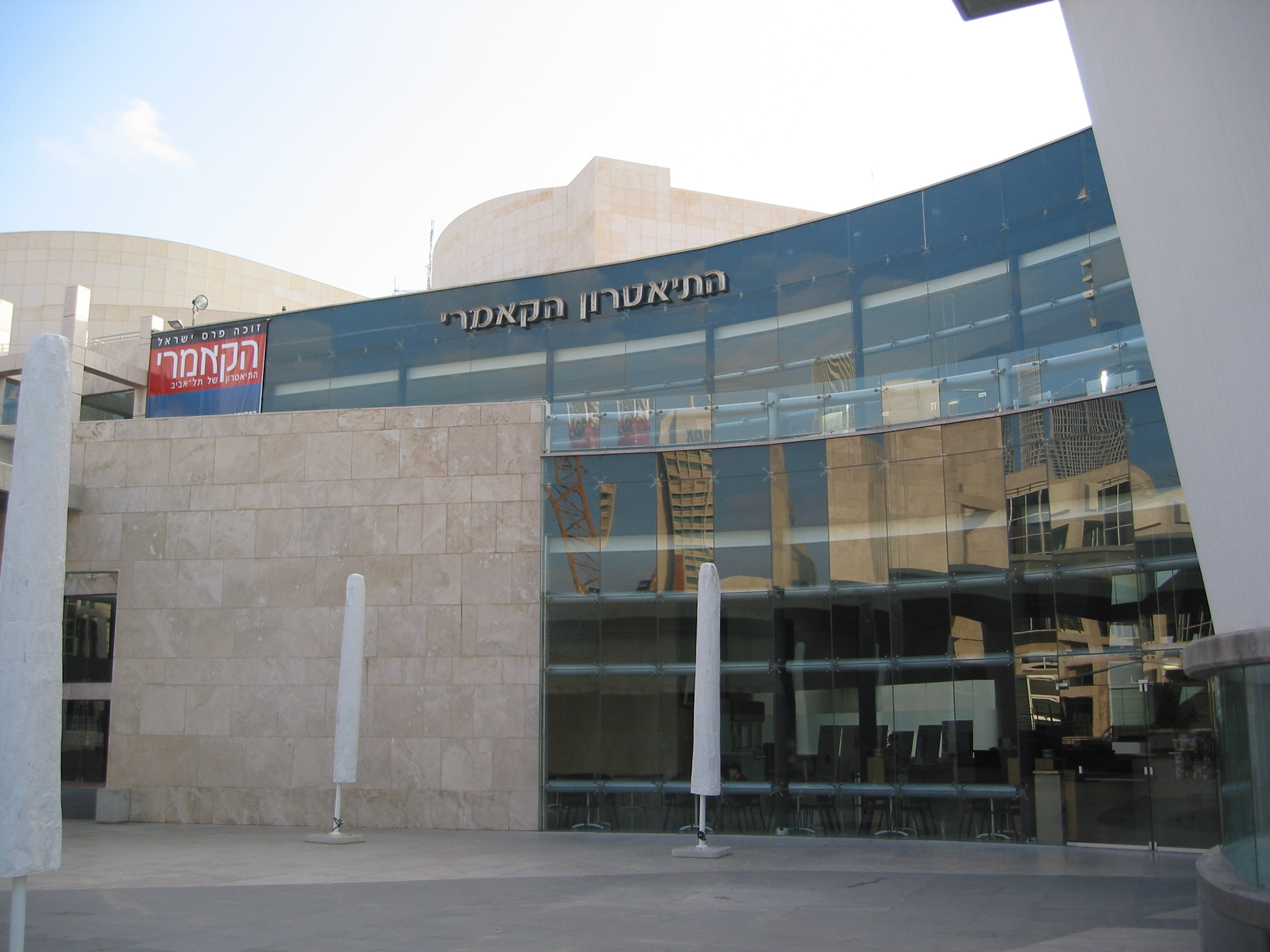
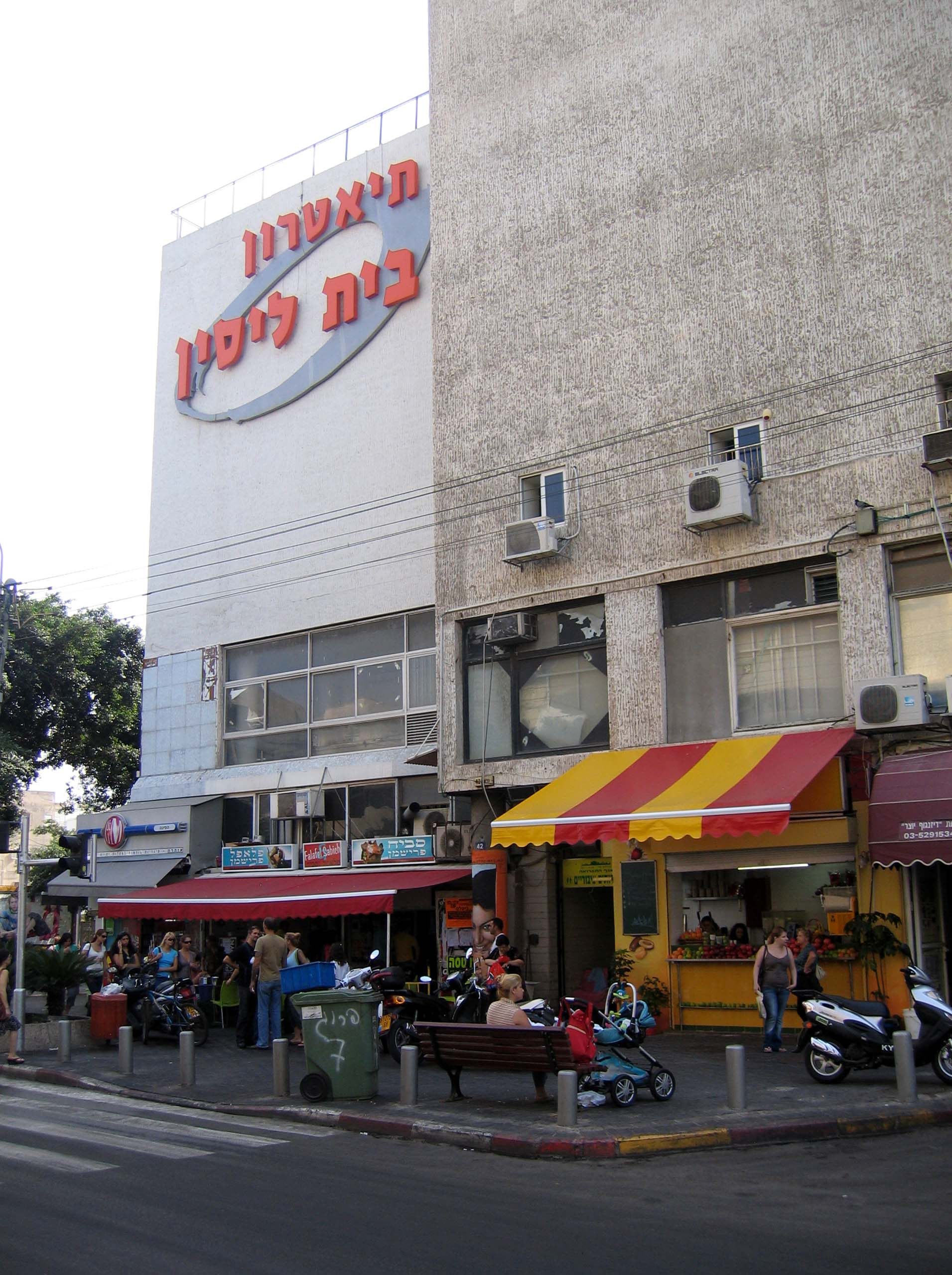
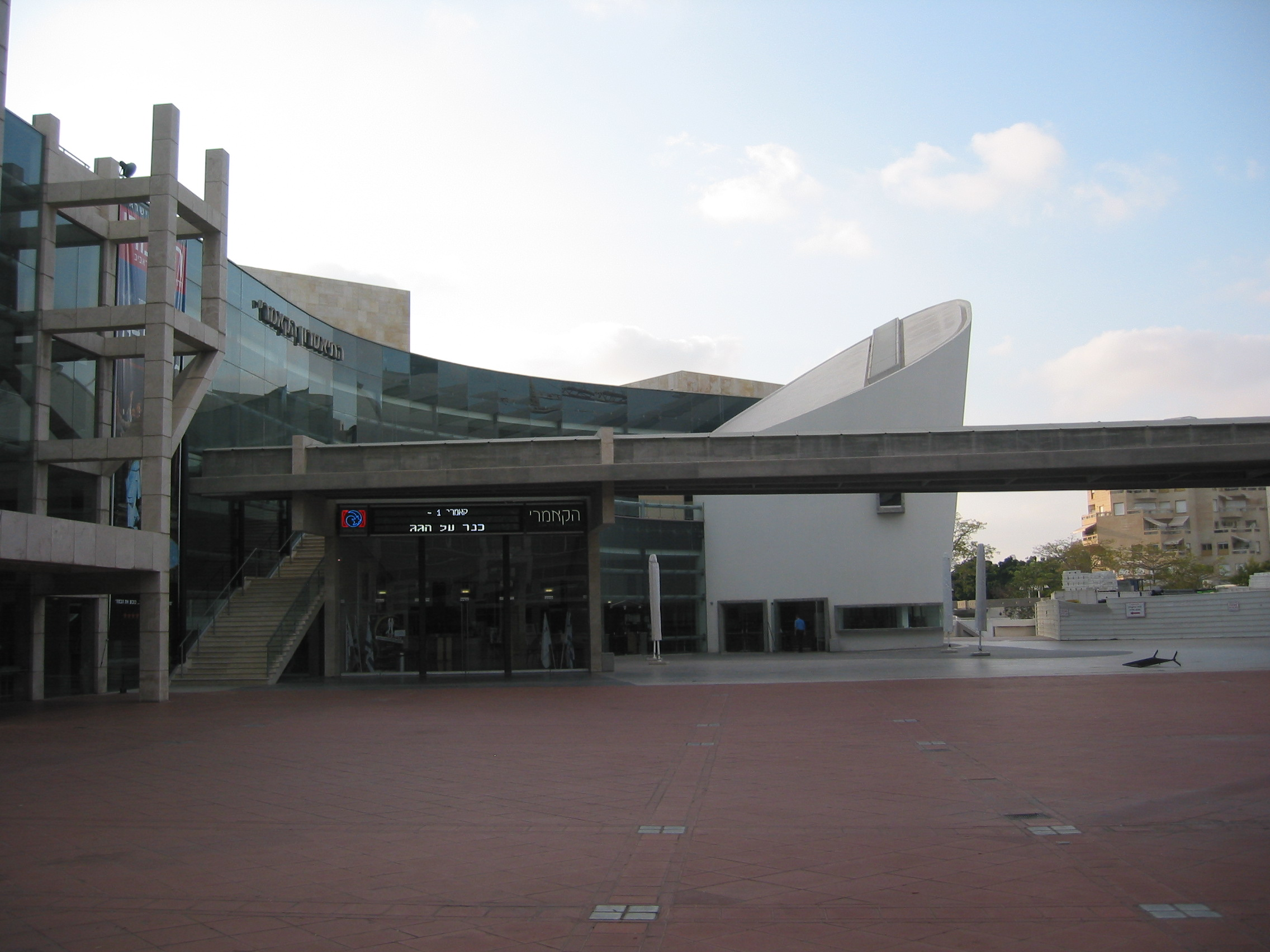